# Pomnik konny

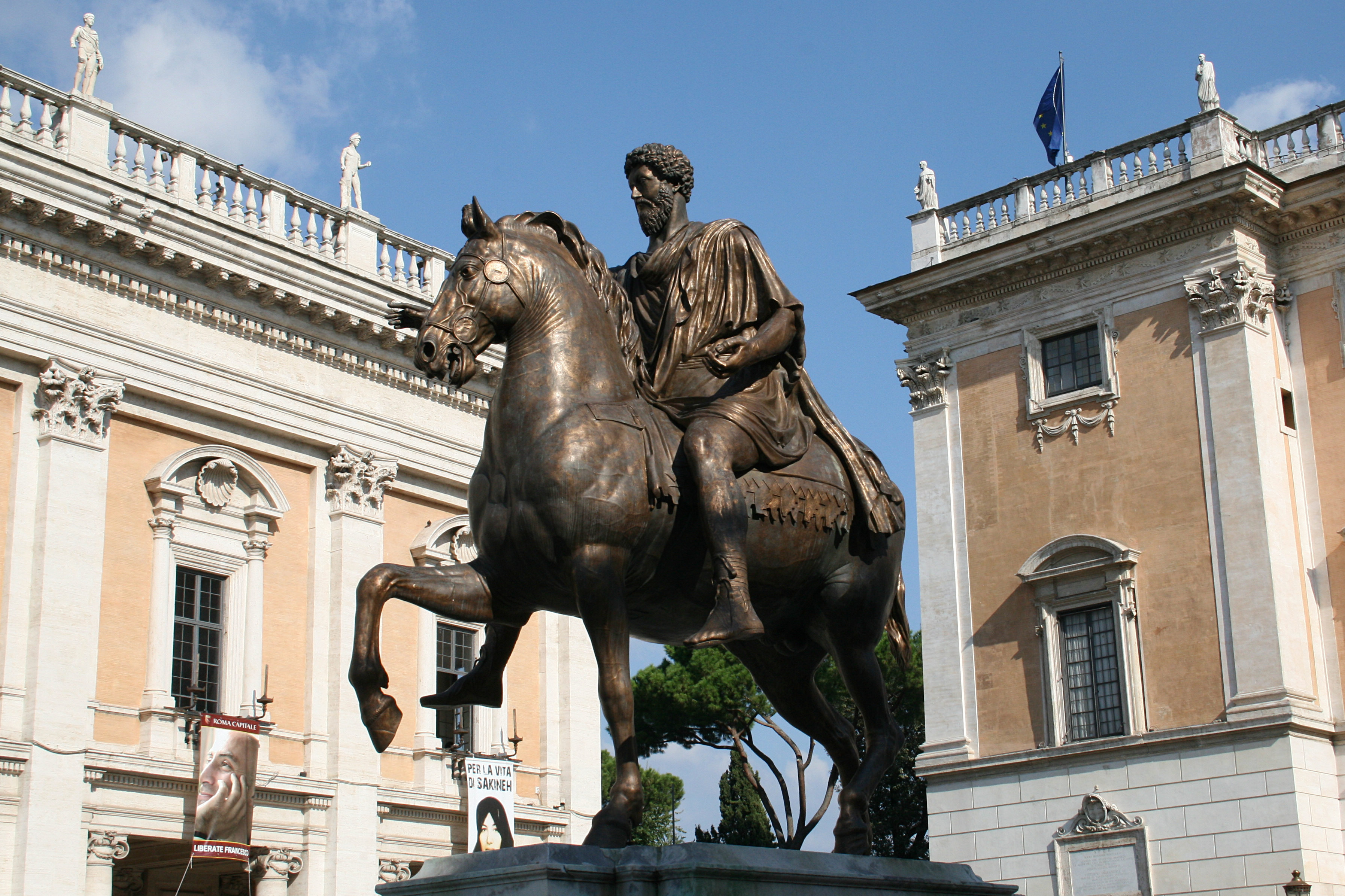
Pomnik konny Marka Aureliusza w Rzymie, kopia

Pomnik konny – rodzaj pomnika wykształcony w antyku greko-rzymskim, odrodzony w renesansie włoskim, kontynuowany w epoce baroku oraz nowoczesności. Jednym z pierwszych posągów konnych jest późnoarchaiczna rzeźba jeźdźca z Akropolu w Atenach z końca VI wieku p.n.e. W następnych stuleciach memoratywne wzorce greckie kontynuowali Rzymianie, poprzez bardzo liczne pomniki konne wodzów i augustów umieszczane w miastach Imperium rzymskiego. Do naszych czasów szczęśliwie przetrwał, jako jedyny, pomnik Marka Aureliusza z Kapitolu w Rzymie, w czasie średniowiecza uznany za podobiznę Konstantyna Wielkiego (obecnie na placu stoi jedynie kopia, oryginalny posąg znajduje się w Muzeum Pałacu Konserwatorów).
Rzeźbiarskie odrodzenie pomników konnych nastąpiło w epoce renesansu, za sprawą Donatella, który w latach 1447-1450 stworzył statuę Gattamelaty, ustawioną na Piazza del Santo w Padwie. Nieco później kolejną odsłoną jest pomnik Bartolomeo Colleoniego w Wenecji, dzieło Verrocchia z roku 1481 (ukończony po śmierci mistrza przez Alessandro Leopardiego w roku 1496).

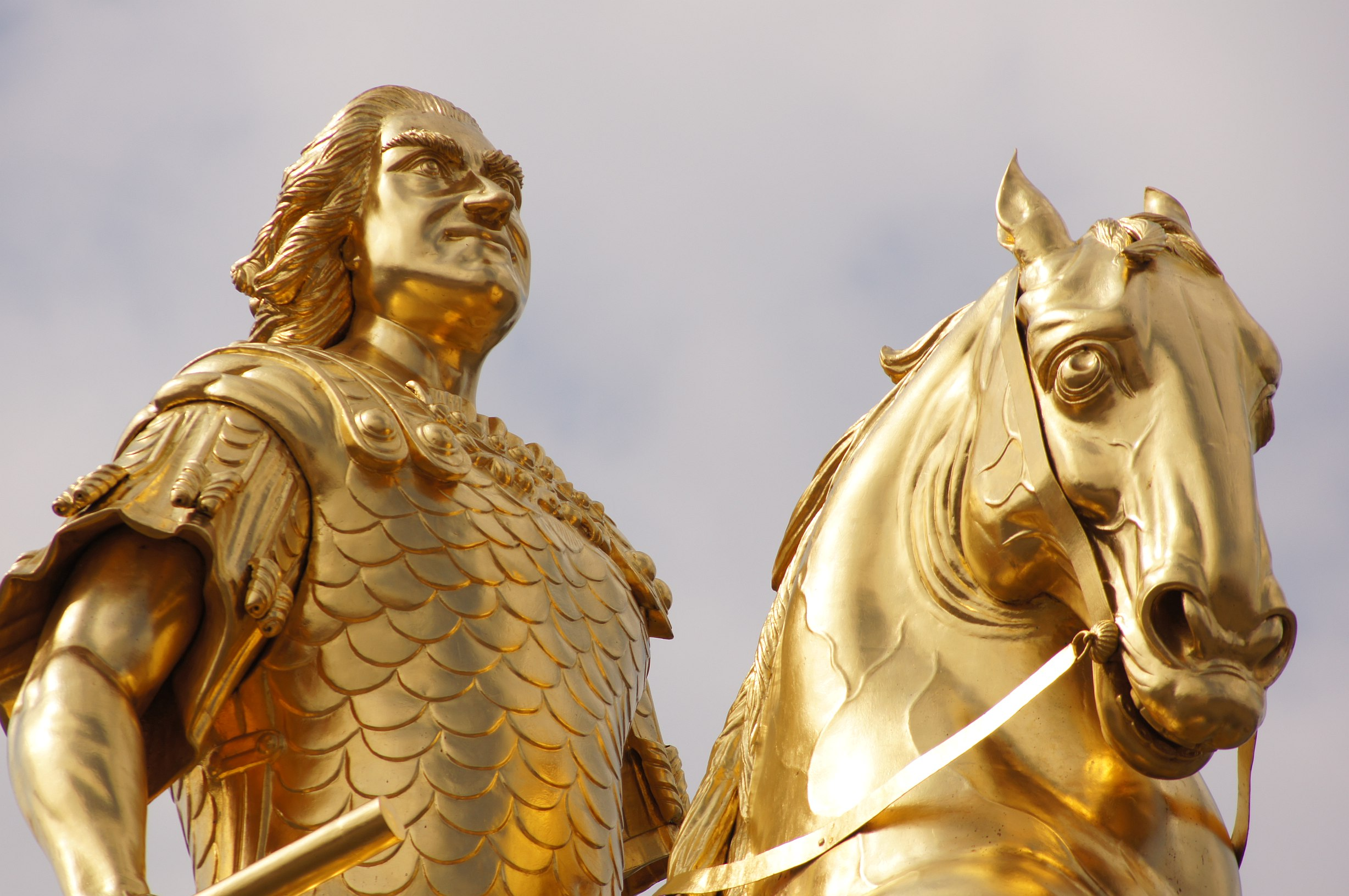
Złoty Jeździec w Dreźnie, fragment
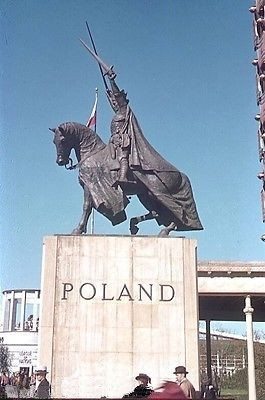
Pomnik króla Polski Władysława Jagiełły, Nowy Jork
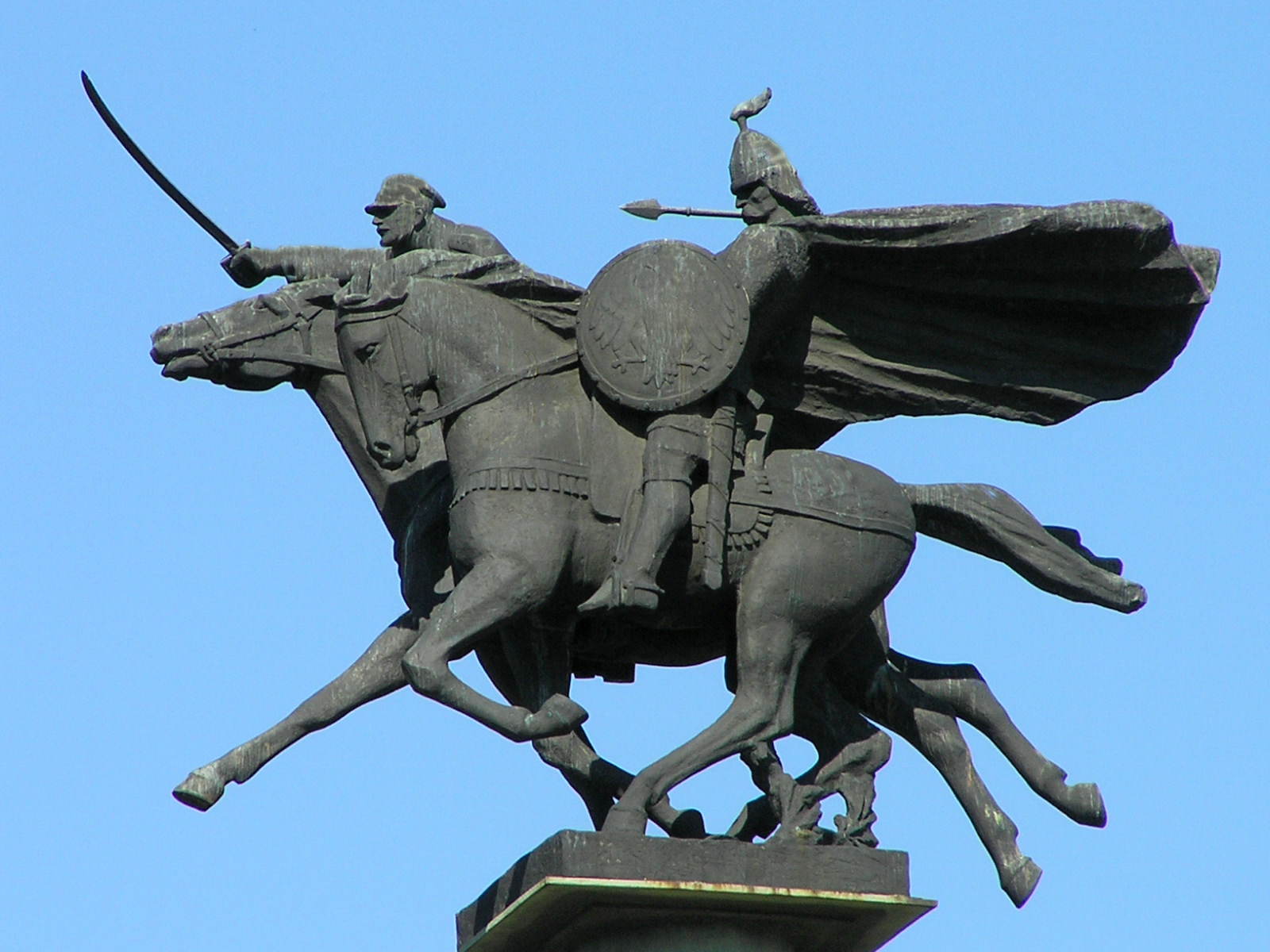
Pomnik Tysiąclecia Jazdy Polskiej, Warszawa
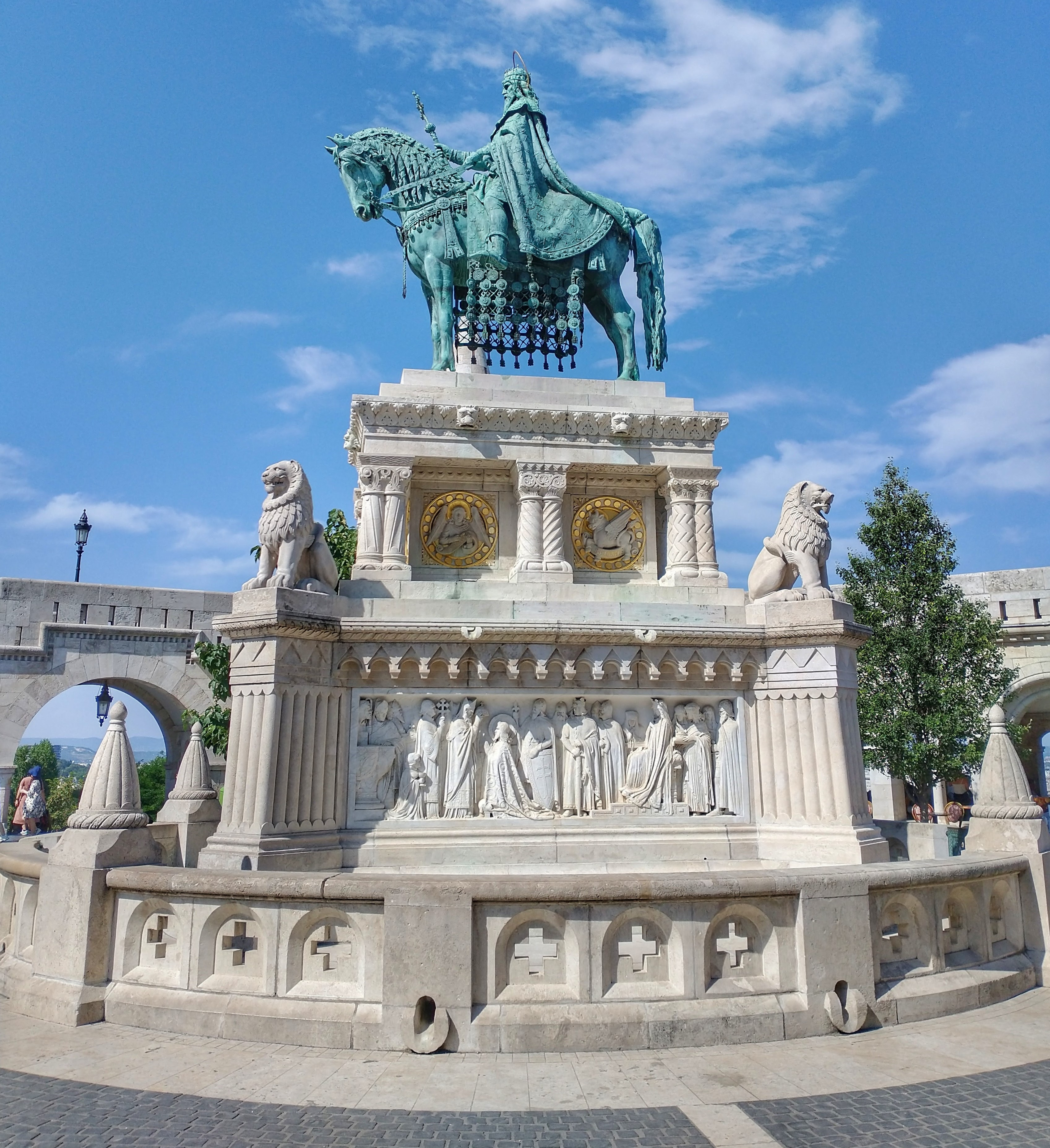
Pomnik konny św. Stefana w Budapeszcie